# Akupunktur (Album)
Akupunktur ist das zweite Kollaboalbum des Frankfurter Rapper-Duos Celo & Abdi aus Frankfurt am Main. Es erschien am 6. Juni 2014 über das Label Azzlackz.

## Hintergrund
Am 14. März 2014 wurde von den beiden Künstlern angekündigt, dass ihr neues Album Akupunktur am 30. Mai 2014 erscheinen solle. Die Veröffentlichung des Albums wurde allerdings am 16. Mai um eine Woche auf den 6. Juni verschoben. Als Grund wurde angegeben, dass sie noch auf ein Feature gewartet hätten, das noch nicht fertiggestellt wurde.
Die erste Videoauskopplung erschien am 23. März zum Lied Generation Tschö. Weitere Videos folgten zu Nur noch 60 Sekunden, Undergroundchiefs, Sektor 6-0, Das ist erst der Anfang sowie Hadouken. Das Video zu Nur noch 60 Sekunden wartet unter anderem mit einem Auftritt von Schauspieler Moritz Bleibtreu auf. Weiterhin wurde noch ein Video-Snippet veröffentlicht, welches jeden der Albumtracks kurz anspielt.

## Produktion
Das Album wurde größtenteils von dem Musikproduzenten m3 produziert. Je zwei Produktionen stammen von Farhot, Bazzazian sowie von Reaf. Abaz, Azad, die Bounce Brothas sowie 187Beats steuerten jeweils einen Beat zum Album bei.
Akupunktur wurde von Syn in den Idéal-Studios aufgenommen sowie von Lex Barkey gemischt und gemastert.

## Titelliste
| #  | Titel                         | Gastmusiker | Produzenten    | Länge |
| -- | ----------------------------- | ----------- | -------------- | ----- |
| 1  | Das ist erst der Anfang       |             | m3             | 2:25  |
| 2  | Sektor 6-0                    | Hanybal     | m3             | 3:42  |
| 3  | Akupunktur (Interlude)        |             | m3             | 1:41  |
| 4  | Akupunktur                    |             | m3             | 2:57  |
| 5  | Undergroundchiefs             |             | Abaz           | 3:15  |
| 6  | Zurück in die Zeit            | Yasha       | Farhot         | 4:03  |
| 7  | Duo numero uno                |             | Bazzazian      | 3:09  |
| 8  | Es ist wie es ist             | Azad        | Azad           | 3:23  |
| 9  | Renaissance                   |             | Reaf           | 3:12  |
| 10 | Generation Tschö!             |             | m3             | 2:58  |
| 11 | Neuro linguale Programmierung | Haftbefehl  | m3             | 5:09  |
| 12 | Chivato                       | Capo        | m3             | 3:47  |
| 13 | Fifa Street                   |             | m3             | 3:10  |
| 14 | Nur noch 60 Sekunden          | SSIO        | m3             | 3:46  |
| 15 | Top10Rapper                   | MoTrip      | Bounce Brothas | 4:31  |
| 16 | Ratten & Füchse               |             | m3             | 2:41  |
| 17 | Hadouken                      | Veysel      | Bazzazian      | 3:56  |
| 18 | Finito Bandito                |             | Farhot         | 1:23  |

Bonustracks:
| #  | Titel            | Gastmusiker        | Produzenten | Länge |
| -- | ---------------- | ------------------ | ----------- | ----- |
| 19 | Next Level       | Olexesh & Credibil | Reaf        | 2:25  |
| 20 | Siedlungspolitik | B-Lash             | 187Beatz    | 3:49  |
| 21 | Hardcore Rhymes  |                    | m3          | 2:54  |

### Versionen
Akupunktur erschien in folgenden Versionen:
- Standard Edition mit 18 Tracks
- Premium Edition mit 21 Tracks, Instrumentals & DVD
- Limited Fan Box mit 21 Tracks, Instrumentals, DVD, T-Shirt, Sticker, 2 Poster, Autogrammkarte & Wörterbuch
- Schallplatte mit 21 Tracks, CD & Poster

## Charterfolge
Akupunktur stieg in der Chartwoche des 20. Juni 2014 auf Position drei in die deutschen Albumcharts ein und konnte sich insgesamt vier Wochen in den Top 100 halten. In Österreich schaffte es das Album auf Platz 14 und in der Schweiz auf Platz 10 der Charts.
| ChartsChartplatzierungen | Höchstplatzierung | Wochen |
| ------------------------ | ----------------- | ------ |
| Deutschland (GfK)        | 3 (4 Wo.)         | 4      |
| Österreich (Ö3)          | 14 (1 Wo.)        | 1      |
| Schweiz (IFPI)           | 10 (3 Wo.)        | 3      |

## Kritiken
| Professionelle Bewertungen | Professionelle Bewertungen |
| -------------------------- | -------------------------- |
| Kritiken                   |                            |
| Quelle                     | Bewertung                  |
| laut.de                    | [ 7 ]                      |
| rappers.in                 | [ 8 ]                      |

Dani Fromm vom Online-Musikmagazin Laut.de bewertete das Album in einer Review mit drei von 5 Sternen. Die Autorin lobte „die hinterlistig beklemmende Stimmung“ und den „Abwechslungsreichtum in den Produktionen“, allerdings hätte sie sich mehr Tiefgang von den beiden Rappern erwartet.
Bei Rappers.in erhielt Akupunktur fünf von sechs Punkten. Autor Florian Peking zog folgendes Fazit: „Akupunktur reiht sich nahtlos in die überzeugende Diskographie der beiden Azzlackz-Member ein. Sie fahren weiterhin ihren eigens etablierten Style und meistern so ein weiteres Mal den schwierigen Spagat zwischen Sympathie und Härte. Ihre Individualität können sie durchgehend erhalten und weiter ausbauen: Keiner textet so wie die beiden Frankfurter und keiner flowt wie sie. An Eigenständigkeit und Kreativität fehlt es ebenso wenig wie an Rapskills und Humor.“
Rap.de betrachtet Akupunktur als gelungene Fortsetzung des Debütalbums Hinterhofjargon: „Celo & Abdi haben sich punktuell verstärkt, ohne wild herumzuexperimentieren und wirken etwas reifer und bedächtiger, dabei aber immer noch impulsiv und frisch genug.“